# Grand Prix Stanów Zjednoczonych – Zachód 1978
Grand Prix Stanów Zjednoczonych – Zachód 1978 (oryg. Grand Prix of Long Beach) – czwarta runda Mistrzostw Świata Formuły 1 w sezonie 1978, która odbyła się 2 kwietnia 1978, po raz trzeci na torze Long Beach Street Circuit.
Było to 3. Grand Prix Stanów Zjednoczonych – Zachód zaliczane do Mistrzostw Świata Formuły 1.

## Wyniki

### Wyścig
| Poz. | Nr | Kierowca              | Zespół             | Okr. | Czas/NU                 | Poz. s. | Punkty |
| ---- | -- | --------------------- | ------------------ | ---- | ----------------------- | ------- | ------ |
| 1    | 11 | Carlos Reutemann      | Ferrari            | 80   | 1:52:01.301             | 1       | 9      |
| 2    | 5  | Mario Andretti        | Lotus-Ford         | 80   | +11.061 s.              | 4       | 6      |
| 3    | 4  | Patrick Depailler     | Tyrrell-Ford       | 80   | +28.951 s.              | 12      | 4      |
| 4    | 6  | Ronnie Peterson       | Lotus-Ford         | 80   | +45.603 s.              | 6       | 3      |
| 5    | 26 | Jacques Laffite       | Ligier-Matra       | 80   | +1:22.884               | 14      | 2      |
| 6    | 35 | Riccardo Patrese      | Arrows-Ford        | 79   | +1 okr.                 | 9       | 1      |
| 7    | 27 | Alan Jones            | Williams-Ford      | 79   | +1 okr.                 | 8       |        |
| 8    | 14 | Emerson Fittipaldi    | Fittipaldi-Ford    | 79   | +1 okr.                 | 15      |        |
| 9    | 36 | Rolf Stommelen        | Arrows-Ford        | 79   | +1 okr.                 | 18      |        |
| 10   | 17 | Clay Regazzoni        | Shadow-Ford        | 79   | +1 okr.                 | 20      |        |
| 11   | 10 | Jean-Pierre Jarier    | ATS-Ford           | 75   | +5 okr.                 | 19      |        |
| 12   | 8  | Patrick Tambay        | McLaren-Ford       | 74   | Wypadek                 | 11      |        |
| NU   | 20 | Jody Scheckter        | Wolf-Ford          | 59   | Wypadek                 | 10      |        |
| NU   | 19 | Vittorio Brambilla    | Surtees-Ford       | 50   | Przekładnia             | 17      |        |
| NU   | 15 | Jean-Pierre Jabouille | Renault            | 43   | Turbo                   | 13      |        |
| NU   | 12 | Gilles Villeneuve     | Ferrari            | 38   | Wypadek                 | 2       |        |
| NU   | 1  | Niki Lauda            | Brabham-Alfa Romeo | 27   | Zapłon                  | 3       |        |
| NU   | 3  | Didier Pironi         | Tyrrell-Ford       | 25   | Skrzynia biegów         | 22      |        |
| NU   | 37 | Arturo Merzario       | Merzario-Ford      | 17   | Skrzynia biegów         | 21      |        |
| NU   | 9  | Jochen Mass           | ATS-Ford           | 11   | Hamulce                 | 16      |        |
| NU   | 2  | John Watson           | Brabham-Alfa Romeo | 9    | Skrzynia biegów         | 5       |        |
| NU   | 7  | James Hunt            | McLaren-Ford       | 5    | Wypadek                 | 7       |        |
| NW   | 18 | Rupert Keegan         | Surtees-Ford       |      | Awaria podczas treningu |         |        |
| NW   | 16 | Hans Joachim Stuck    | Shadow-Ford        |      | Awaria podczas treningu |         |        |
| NZ   | 30 | Brett Lunger          | McLaren-Ford       |      |                         |         |        |
| NZ   | 22 | Lamberto Leoni        | Ensign-Ford        |      |                         |         |        |
| NZP  | 32 | Keke Rosberg          | Theodore-Ford      |      |                         |         |        |
| NZP  | 25 | Héctor Rebaque        | Lotus-Ford         |      |                         |         |        |
| NZP  | 39 | Danny Ongais          | Shadow-Ford        |      |                         |         |        |
| NZP  | 24 | Derek Daly            | Hesketh-Ford       |      |                         |         |        |

- NU – nie ukończył wyścigu
- NW – zakwalifikował się do wyścigu, ale nie wystartował
- NZ – nie zakwalifikował się do wyścigu
- NZP – nie zakwalifikował się do kwalifikacji (odpadł po pre-eliminacjach)

## Klasyfikacja po wyścigu

### Kierowcy
| Poz. | Kierowca           | Punkty |
| ---- | ------------------ | ------ |
| 1    | Carlos Reutemann   | 18     |
| =    | Mario Andretti     | 18     |
| 2    | Ronnie Peterson    | 14     |
| =    | Patrick Depailler  | 12     |
| 3    | Niki Lauda         | 10     |
| 4    | Emerson Fittipaldi | 6      |
| 5    | John Watson        | 4      |
| 5    | Jacques Laffite    | 4      |
| 6    | Alan Jones         | 3      |
| =    | James Hunt         | 3      |
| 7    | Clay Regazzoni     | 2      |
| =    | Didier Pironi      | 2      |
| 8    | Riccardo Patrese   | 1      |
| =    | Patrick Tambay     | 1      |

### Zespoły
| Poz. | Zespół             | Punkty |
| ---- | ------------------ | ------ |
| 1    | Lotus-Ford         | 27     |
| 2    | Ferrari            | 18     |
| 3    | Tyrrell-Ford       | 15     |
| 4    | Brabham-Alfa Romeo | 14     |
| 5    | Fittipaldi-Ford    | 6      |
| 6    | Ligier-Ford        | 4      |
| 7    | McLaren-Ford       | 3      |
| =    | Williams-Ford      | 3      |
| 8    | Shadow-Ford        | 2      |
| 9    | Arrows-Ford        | 1      |